# كلير هاريس
كلير هاريس هي محرِّرة وكاتِبة وشاعرة كندية، ولدت في 13 يونيو 1937 في ترينيداد في ترينيداد وتوباغو.